# Herramientas P2V
Las herramientas de migración físico a virtual, también conocidas como herramientas P2V (del inglés Physical-to-Virtual), son herramientas software que permite realizar el proceso de desacoplamiento y la migración de un servidor físico con su sistema operativo, aplicaciones y datos, a una máquina virtual huésped alojada en una plataforma virtualizada.
El proceso se puede realizar en caliente, con el sistema origen en funcionamiento, o en frío con el sistema origen fuera de servicio.

## Ejemplos
Hay distintas herramientas P2V. Por ejemplo: VMWare vCenter Convert, Virt-P2V, OpenQRM, Clonezilla.